# Alfredo Foglino
Alfredo Foglino (1893 – 1968) var en uruguayansk fodboldspiller, der med Uruguays landshold vandt guld ved tre sydamerikanske mesterskaber, i henholdsvis 1916, 1917 og 1920. Det var samtidig de tre første gange uruguayanerne vandt turneringen. Han spillede i alt 47 landskampe. Fra 1915 til 1916 var han desuden landsholdets træner.
Foglino spillede på klubplan for Nacional i hjemlandet. Her var han med til at vinde hele ni uruguayanske mesterskaber.

## Titler
Primera División Uruguaya
- 1912, 1915, 1916, 1917, 1919, 1920, 1922, 1923 og 1924 med Nacional

Sydamerika-Mesterskabet (Copa América)
- 1916, 1917 og 1920 med Uruguay